# Omoea
Omoea là một chi thực vật có hoa trong họ, Orchidaceae.